# Floyd Martin
Floyd "Butch" Martin, född 26 juni 1929 i Floradale nära Kitchener, Ontario, död 9 juni 2023, var en kanadensisk ishockeyspelare.
Martin blev olympisk silvermedaljör i ishockey vid vinterspelen 1960 i Squaw Valley.